# Anything Goes
Anything Goes ist eine Musical Comedy mit der Musik und den Gesangstexten von Cole Porter. Das Buch stammt von Guy Bolton und P. G. Wodehouse, die  Überarbeitung von Russel Crouse und Howard Lindsay, der auch Regie führte. Produziert wurde die Show von Vinton Freedley. Die Uraufführung fand am 21. November 1934 im Alvin Theatre in New York statt. Es war das erste von fünf Broadway-Musicals (Red, Hot and Blue, Du Barry Was a Lady, Panama Hattie, Something for the Boys) für das Cole Porter komponierte und in dem Ethel Merman die Hauptrolle spielte. In weiteren Hauptrollen waren William Gaxton und Victor Moore zu sehen.
Die Erstaufführung im Londoner West End am 14. Juni 1935 im  Palace Theatre wurde von Charles B. Cochran produziert.

Die deutschsprachige Erstaufführung fand am 10. Februar 1981 im Pfalztheater Kaiserslautern statt. Die Übersetzung ins Deutsche dafür kam von Christian Severin, Hartmut H. Forche und Lida Winiewicz.

## Handlung
An Bord des Transatlantikliners S.S. America auf der Route New York—London trifft sich eine bunte Gesellschaft: die Nachtclubsängerin und ehemalige Laienpredigerin Reno Sweeney in Begleitung ihrer Varieté-Girls; die finanziell angeschlagene Witwe Evangeline Harcourt in Begleitung ihrer Tochter Hope und des, als reicher Schwiegersohn ausersehenen, Engländers Sir Evelyn Oakleigh; der als Pfarrer verkleidete Gauner und Staatsfeind Nr. 2, Moonface Martin, begleitet von Bonnie, der Braut „Schlangenauges“, des meistgesuchten Verbrechers Amerikas (Staatsfeind Nr. 1); ein echter geistlicher Würdenträger in Begleitung zweier missionierter Chinesen, die die Passagiere kräftig abzocken; der Börsenmakler Elisha Whitney und schließlich (neben Reportern, FBI-Agenten und dem übrigen Schiffspersonal) dessen Assistent, Billy Crocker, der sich als blinder Passagier einschleicht, um die Heirat seiner neuen Liebe Hope Harcourt mit Sir Oakleigh mit Hilfe seiner alten Freundin Reno zu verhindern.
Aus diesem Grund muss Billy in verschiedene Rollen schlüpfen. Mit falscher Identität, nämlich mit den Papieren „Schlangenauges“, gerät er bald ins Fadenkreuz des misstrauischen Kapitäns, muss sich als Matrose verkleiden, wird aber als vermeintlicher Verbrecher enttarnt und überraschenderweise, in Ermangelung anderer Prominenter, als Ehrengast gefeiert. Erst als er seine wahre Identität preisgibt, wandert er ins Gefängnis, zusammen mit dem falschen Pfarrer und den beiden Chinesen, die beim Falschspiel erwischt wurden. Dort bemächtigt er sich mit Moonface der chinesischen Trachten, und nun kompromittieren die beiden, nunmehr als falsche Chinesen, Sir Oakleigh, der eigentlich ein Zigeuner ist, mit seiner Vergangenheit in China, wo dieser ein Techtelmechtel mit einer asiatischen Schönheit hatte. Hope, die sich schon lange für Billy entschieden hat und das Spiel durchschaut, wendet sich von Sir Oakleigh ab und will, angeblich zur Sühne, einen der Chinesen, Billy eben, heiraten. Sir Oakleigh macht das wenig aus, hat er doch inzwischen mehr Gefallen an Reno gefunden. Moonface Martin muss zu seiner Enttäuschung erfahren, dass er vom FBI von der Staatsfeind-Liste gestrichen wurde, darf sich aber mit Bonnie trösten. Und auch Hopes Mutter Evangeline Harcourt geht nicht leer aus; sie nimmt sich den Börsenmakler Elisha Whitney, dessen gelungenes Börsengeschäft ihn zum Millionär gemacht hat.
In den späteren Revivals wird aus Sir Evelyn Oakleigh ein Lord. Schlangenauges Braut Bonnie erhält den Namen Erma.

## Musiknummern
| Titel                                            | Darbietende                                      | Länge | Anmerkung zu verschiedenen Inszenierungen |
| ------------------------------------------------ | ------------------------------------------------ | ----- | --- |
| Overture                                         | Orchester                                        | 4:08  | Medley aus Elementen der Lieder „Anything Goes“, „You’re the Top“, „All Through the Night“, „Friendship“ und erneut „Anything Goes“                                                     |
| I Get a Kick Out of You                          | Reno Sweeney                                     | 2:14  | |
| (There’s No Cure Like Travel) / Bon Voyage       | Matrose, Mädchen, Schiffsmannschaft und Ensemble | 3:45  | zum Teil (Bsp. 2003) in drei Teilen: „There’s No Cure Like Travel“ (1:14) – „Bon Voyage“ (1:22) – „Reprise: There’s No Cure Like Travel“ (1:09)                                         |
| All Through the Night                            | Billy Crocker, Hope Harcourt und Männer          | 3:56  | in den Inszenierungen von 1962, 1987, 2003 und 2011 in den II. Akt verschoben |
| You’d Be So Easy to Love                         | Billy Crocker                                    | 3:20  | 1934 aus dem Programm genommen, in die Inszenierungen von 1987, 2003 und 2011 wieder eingearbeitet als „Easy to Love“; 2003 unmittelbar gefolgt von 21-sekündiger Reprise               |
| I Want to Row on the Crew                        | Elisha J. Whitney                                | 1:31  | eingeführt in der Inszenierung von 1987, erneut verwendet 2003, für 2011 umbenannt zu „The Crew Song“                                                                                   |
| Sailor’s Shanty (There’ll Always Be A Lady Fair) | Matrosen-Quartett                                | 2:55  | nicht in der Inszenierung von 1962 enthalten |
| Where Are the Men?                               | Bonnie                                           |       | ersetzt durch „Heaven Hop“ |
| You’re the Top                                   | Reno Sweeney, Billy Crocker                      | 4:53  | in der Inszenierung von 2003 bereits vor Easy to Love platziert |
| Waltz Down the Aisle                             | Billy Crocker, Hope Harcourt                     |       | 1934 herausgenommen |
| Friendship                                       | Reno Sweeney, Moonface Martin                    | 3:02  | eingeführt in der Inszenierung von 1962, nur 1962 auch von Billy Crocker mitgesungen |
| It’s De-Lovely                                   | Billy Crocker, Hope Harcourt                     | 4:40  | eingeführt in der Inszenierung von 1962 |
| Anything Goes                                    | Reno Sweeney und Ensemble                        | 4:30  | |
| Entr’acte                                        | Orchester                                        | 2:23  | Beginn des zweiten Aktes; zum Teil (Bsp. 2003) als Interlude bezeichnet |
| Public Enemy Number One                          | Captain, Zahlmeister und Ensemble                | 1:51  | |
| Let’s Step Out                                   | Bonnie                                           |       | nur in der Inszenierung von 1962 enthalten |
| What a Joy to be Young                           | Hope Harcourt                                    |       | nur in der Inszenierung von 1934 enthalten, noch vor der Broadway-Premiere herausgenommen                                                                                               |
| Let’s Misbehave                                  | Reno Sweeney, Sir Evelyn                         |       | nur in der Inszenierung von 1962 enthalten |
| Blow, Gabriel, Blow                              | Reno Sweeney und Ensemble                        | 7:16  | folgt in den Inszenierungen von 1987, 2003 und 2011 unmittelbar auf „Public Enemy Number One“                                                                                           |
| Goodbye, Little Dream, Goodbye                   | Hope Harcourt                                    | 1:42  | nur in den Inszenierungen von 1987, 2003 und 2011 enthalten |
| Be Like the Bluebird                             | Moonface Martin                                  | 2:15  | |
| Reprise: All Through the Night                   | Billy Crocker, Hope Harcourt                     |       | in den Inszenierungen von 1987, 2003 und 2011 findet sich erst hier die ursprüngliche Version des Liedes (s. I. Akt), eine Reprise entfällt                                             |
| The Gypsy in Me                                  | Hope Harcourt                                    | 3:39  | in den Inszenierungen von 1987, 2003 und 2011 gesungen von Lord Evelyn Oakleigh |
| Buddie, Beware                                   | Reno Sweeney                                     | 3:09  | in den Inszenierungen von 1987 und 2011 gesungen von Erma und den Matrosen |
| Take Me Back to Manhattan                        | Reno Sweeney                                     |       | nur in der Inszenierung von 1962 enthalten |
| Finale: I Get a Kick Out of You                  | Reno Sweeney und Ensemble                        | 1:43  | ersetzte während der Saison 1934 „Buddie Beware“; in fast allen folgenden Inszenierungen als Schlusslied dargeboten; 2011 durch ein neues Lied zur Melodie von „It’s De-Lovely“ ersetzt |
| Bows: Anything Goes                              | Ensemble                                         | 1:14  | 2003 als Zugabe während der Verbeugungen dargeboten |

## Verfilmungen
Anything Goes wurde 1936 vom Regisseur Lewis Milestone mit verändertem Score (Partitur) verfilmt. In den Hauptrollen waren Bing Crosby und Ethel Merman zu sehen.
 Eine 1956er Anything Goes-Version  von Robert Lewis, ebenfalls mit Bing Crosby, verwendet lediglich einige Songs aus dem Porter-Score.